# Donhalvön
Donhalvön (engelska: Don Peninsula) är en halvö i British Columbia, Kanada. Den sträcker sig sydväst mellan kanalerna Mathieson och Spiller i Milbanke Sound-området.